# Baarbu
Baarbu (tiếng Ả Rập: بعربو) là một ngôi làng Syria nằm ở Khan Shaykhun Nahiyah ở huyện Maarrat al-Nu'man, Idlib. Theo Cục Thống kê Trung ương Syria (CBS), Baarbu có dân số 954 người trong cuộc điều tra dân số năm 2004.